# Sphyraena afra
Sphyraena afra (лат.) — вид морских лучепёрых рыб из семейства барракудовых (Sphyraenidae). Самый крупный представитель семейства, достигает длины более 2 м.

## Описание
Максимальная длина тела 205 см, масса тела — до 50 кг.
Вытянутое торпедообразное тело покрыто мелкой циклоидной чешуёй, в боковой линии 122—140 чешуй. Большая голова с большим ртом. Нижняя челюсть длиннее верхней. Зубы острые, не соприкасающиеся, уплощённые, бывают скошенными назад, на нижней челюсти прямостоящие.
По бокам тела проходит 20 дугообразных полос, направленных вершиной к голове. У крупных особей полосы становятся менее заметными. На плавниках нет белых кончиков, на теле нет чёрных пятен. На концах жаберной крышки по два выступа. Спинной плавник с шестью жёсткими и девятью мягкими ветвистыми лучами сдвинут далеко от грудных плавников ближе к хвостовому плавнику. В анальном плавнике 2 колючих и 9 мягких лучей.

## Биология
Мелкие особи обычно образуют небольшие стаи, взрослые ведут одиночный образ жизни.
Хищные рыбы, питаются костистыми рыбами и креветками.

## Распространение
Эндемик тропических областей восточной части Атлантического океана от 15 °с. ш. до 22 °ю. ш. Встречается вдоль побережья Африки от Мавритании до Намибии. Обитает над континентальным шельфом на глубине от 0 до 75 м. Заходит в бухты, заливы, лагуны и эстуарии, например в дельту Нигера.

## Взаимодействие с человеком
Специализированного коммерческого промысла не ведётся. Попадаются в виде прилова, а также ловятся кустарными способами местными жителями. Популярный объект спортивной морской рыбалки. 

Мясо вкусное, ценится в странах Западной Африки. Не отмечено ни одного случая заболевания сигуатерой после употребления в пищу этой рыбы.